# Kgomokasitwa
Kgomokasitwa est une ville du Botswana.